# Feliks Dsjersjinskij
Feliks Edmundovitj Dsjersjinskij (polsk: Feliks Dzierżyński, russisk: Феликс Эдмундович Дзержинский, hviderussisk: Фелікс Эдмундавіч Дзяржынскі; født 11. september 1877 på herregården Dsjersjinovo i Vilnius Oblast, Russiske Kejserrige, nær Minsk i det nuværende Hviderusland, død 20. juli 1926 i Moskva) var en polsk-russisk revolutionær kommunist og sovjetisk politiker.
Han tilbragte 11 år af sit liv i zarens fængsler, og blev befriet i slutningen af februarrevolutionen i 1917. Dsjersjinskij blev kendt for efter oktoberrevolutionen at have grundlagt det bolsjevikiske hemmelige politi, Tjekaen, der slog hårdt ned på forsøg på kontrarevolution. Politiet blev senere kendt under andre navne i løbet af Sovjetunionens historie, bl.a. NKVD og KGB. Tjekaen er blevet beskyldt for omfattende krænkelser af menneskerettighederne, inklusive tortur og folkemord, udført under Den røde terror og Den Russiske Borgerkrig.
Frem til Sovjetunionens fald stod Dsjersjinskijs statue foran Lubjanka, men står nu i en park i Moskva. Byen Kamjanske (Dniprodzerzjinsk) i Ukraine havde tidligere navnet Feliks Dsjersjinskij, ligesom byen Toretsk frem til lov om afkommunisering fra 2015 hed Dzerzjynsk.